# A fantasztikus nagynéni (film)
A fantasztikus nagynéni 1985-ben készült, 1986-ban bemutatott kétrészes magyar tévéfilm, ami Nemere István azonos című regényéből készült. Ruttkai Éva egyik utolsó alakítása.

## Cselekménye
A történet főszereplője Máli néni, aki hosszú évek után hazatér Argentínából, és meglátogatja itthon maradt családját, és szeretne találkozni régi szerelmével. Ezért leutazik a Balatonra, ám vele tart két rosszcsont unokaöccse, Huba és Csaba, akik egy kislánnyal együtt eltűnnek. A kislány nagypapája és Máli közelebb kerülnek egymáshoz. A történet végén a kisgyerekek is megkerülnek, akik lelepleztek egy bűnbandát, és Máli is megtalálja a jövendőbeli férjét a kislány nagypapájának (Zenthe Ferenc) személyében. A történet az 1980-as években játszódik.

## Szereplők
- Ruttkai Éva – Amália néni
- Ujlaky László – Igazgató Gergő
- Ujlaki Dénes – Lovasoktató Gergő
- Tóth Judit – Anya
- Cs. Németh Lajos – Apa
- Benkő Péter – Rendőrtiszt
- Pelsőczy László – Szúnyog elvtárs
- Madaras Gergely – Csaba
- Paróczy Csaba – Huba
- Zenthe Ferenc – Gém József
- Szilágyi István – Rendőr Gergő

További szereplők
Benkóczy Zoltán, Bika Júlia, Csányi János, Fogarasi Mária, Geszty Glória, Hollai Kálmán, Horesnyi László, Horkai János, Horváth Gyula, Horányi László, Hunyadkürthy István, Kenderesi Tibor, Kutas József, Kéry Edit, Lengyel Erzsi, Miklósy György, Mátyás Jolán, Nagy Zoltán, Nagyidai István, Pécsi Ildikó, Romhányi Rudolf, Seres Gabi, Straub Dezső, Szerednyey Béla, Szilágyi Zsuzsa, Szolnoki Tibor, Szécsi Vilma, Székely Tamás, Verebély Iván, Várnagy Katalin

## Forgatási helyszínek
A film két gyerek főszereplőjének családja, a Németi család a fiktív Istvánváradon él, az itt zajló jeleneteket Vác belvárosának különböző pontjain vették fel. A második legfontosabb helyszín a filmben Balatonidrány, részint az ottani autószerelő műhely, részint az ott található „Hűbele Szepi vára” miatt; a településen játszódó jelenetek közül a szervizeseket Dunakeszin, a Tisza utcában, a várbelieket soproni Taródi-várban vették fel.
További jelenetek játszódnak Tihanyban, a balatonfüredi Arany Csillag Szállodánál, Tokaj és Rakamaz határában, a Bodrog és a Tisza összefolyásánál, Tök több pontján (Egyetértés MGTSZ bejárata, Patkó Csárda környéke), Zsámbékon és egyéb helyeken.
A záró jelenetsorok könnyen felismerhető budapesti helyszíneken játszódnak (Déli pályaudvar, Széchenyi lánchíd, Alagút stb.), a fiktív Szegfű utcában zajlódó elfogási jelenetsor pedig a XII. kerületi Határőr út – Alma utca kereszteződése környékén lett felvéve.